# Битва при Раштатте
Битва при Раштатте или бой при Куппенхайме (нем. Gefecht bei Kuppenheim) —  сражение между французскими войсками под командованием дивизионного генерала Жана Виктора Моро и австрийскими войсками фельдмаршала Латура, произошедшее 5 июля 1796 года возле города Раштадт в Германии во время летней кампании 1796 года в эпоху французских революционных войн. Битва закончилась победой французских войск и отступлением корпуса Латура.

## Перед сражением
В июне 1796 года две французские армии под командованием генералов Жан-Батиста Журдана и Жана Виктора Моро, общей численностью 150 тысяч человек, начали кампанию на Рейне против австрийских войск, общей численностью 170 тысяч человек, под командованием эрцгерцога Карла.
В ночь с 23 на 24 июня Моро переправился через Рейн в Страсбурге и установил плацдарм на восточном берегу. Латур, австрийский командующий на верхнем Рейне, не ожидал здесь наступления французов, и большая часть его войск находилась на севере, в районе Мангейма. В течение следующих дней французы расширили свой плацдарм:  Дезе двинулся вниз по течению, Ферино двинулся вверх по течению, а Сен-Сир действовал на холмах, готовый поддержать любое крыло. Французское вторжение заставило Фрёлиха и Конде отступить вверх по рекам Рейн и Кинциг, в то время как Старай и швабы отступили к Фройденштадту. 28 июня французы одержали небольшую победу над австрийскими войсками при Ренхене, что вынудило последних отступить к Раштатту, в двадцати пяти милях к северу от Страсбурга.
К 5 июля Латуру удалось собрать большую часть своей разрозненной армии вокруг Раштатта и, приняв медлительность Моро за слабость, он решил атаковать французов, которые находились на позиции между Шварцвальдом и Рейном.
Французам было необходимо победить Латура до прибытия эрцгерцога и оттеснить его за Неккар. Но Моро только через 5 дней выступил против Латура.
Латур стоял с 16 батальонами и 50 эскадронами между Раштаттом и Куппенхаймом, и он ожидал 10 батальонов подкреплений с рейнского кордона.
У Моро было 39 батальонов и 57 эскадронов, с которыми он прибыл 4 июля во второй половине дня на равнину между Штольхофеном и Штайнбахом. Аванпосты Латура с боями отошли до Мурга. За исключением нескольких батальонов, удерживавших Раштатт, его пехота стояла на левом берегу Мурга, где должна была обороняться в случае атаки французов. Весь участок между Гернсбахом и Куппенхаймом, где можно было опасаться сильной атаки, был занят только одним батальоном. Для австрийцев было важно замедлить продвижение французов и, по возможности, удержать позиции до вечера, потому что эрцгерцог  с 24 000 подкрепления уже достиг Карлсруэ.

## Ход сражения
Моро передал командование всей атакой генералу Дезе, который двинул дивизию Тапонье (12 батальонов и 5 эскадронов) через Баден-Баден к Гернсбаху. Атака Тапонье началась в пять утра. Его дивизия заставила три австрийских батальона отступить из Гернсбаха на север, в Оттеннау. Генерал Декан, командовавший правым крылом Дезе, заставил четыре австрийских батальона под командованием генерала Девэ покинуть Куппенхайм. Затем генерал Лакурб выбил венгров и гренадеров с левого берега Мурга между Куппенхаймом и Гернсбахом, завершив поражение австрийских левого фланга.
Во второй половине дня Моро послал две колонны для атаки на австрийский правый фланг на равнине рядом с Рейном. Бригада Сен-Сюзанна вышла из леса вовремя, около четырех часов, но Дельма задержался на марше. Это позволило Латуру сконцентрировать свою артиллерию против Сен-Сюзанна, и его бригада понесла тяжелые потери. В конце концов Дельма вступил в бой, и объединенные французские силы смогли захватить лес у Раштатта. Справа от них бригада Жоба захватила деревню Нидербуль, в одной миле к юго-востоку от Раштатта.
После того, как его левый фланг был разбит, а правый был под угрозой, Латур решил отступить через Мург, используя мост в Раштатте и несколько бродов. Отступление проходило в хорошем порядке и было прикрыто австрийской артиллерией и большими силами кавалерии. Попытка сжечь мост в Раштатте была пресечена преследовавшими французами.

## Результаты
Латур отступил на север, в Эттлинген (чуть южнее Карлсруэ), где встретился с эрцгерцогом Карлом и его авангардом. Моро не стал преследовать австрийцев. Потери были примерно одинаковыми с обеих сторон